# Beyoncé (album)
A "Beyoncé" (eredeti írásmódja szerint "BEYONCÉ") című album Beyoncé Knowles amerikai énekesnő ötödik stúdióalbuma, amelyet mindenféle előzetes bejelentés, célozgatás, és promóció nélkül jelentetett meg 2013. december 13-án. Beyoncé és a kiadója azért szánták rá magukat a bejelentés nélküli kiadásra, hogy elkerüljék a megjelenés előtti kiszivárgásokat. A cédén 14 dal, és 17 kisfilm kapott helyet. Knowles szerint ez egy vizuális album, mivel minden egyes dalhoz tartozik egy kisfilm. Az iTunes-on 3 óra alatt hatvanezer példány kelt el belőle, másnap már több, mint 100 ország iTunes listáján lett number-one. A Forbes szerint ez Beyoncé második legjobb albuma. 

## Számlista[1]

#### Disc: 1
| 1  | Pretty Hurts                                         |
| 2  | Haunted                                              |
| 3  | Drunk in Love - Beyoncé feat. Jay-Z                  |
| 4  | Blow                                                 |
| 5  | No Angel                                             |
| 6  | Partition                                            |
| 7  | Jealous                                              |
| 8  | Rocket                                               |
| 9  | Mine - Beyoncé feat. Drake                           |
| 10 | XO                                                   |
| 11 | ***Flawless - Beyoncé feat. Chimamanda Ngozi Adichie |
| 12 | Superpower - Beyoncé feat. Frank Ocean               |
| 13 | Heaven                                               |
| 14 | Blue - Beyoncé feat. Blue Ivy                        |

#### Disc: 2
| 1  | Pretty Hurts (Video)                                         |
| 2  | Ghost (Video)                                                |
| 3  | Haunted (Official Video)                                     |
| 4  | Drunk in Love (Video) - Beyoncé feat. Jay-Z                  |
| 5  | Blow (Video)                                                 |
| 6  | No Angel (Video)                                             |
| 7  | Yoncé (Video)                                                |
| 8  | Partition (Video)                                            |
| 9  | Jealous (Video)                                              |
| 10 | Rocket (Video)                                               |
| 11 | Mine (Video) - Beyoncé feat. Drake                           |
| 12 | XO (Video)                                                   |
| 13 | ***Flawless (Video) - Beyoncé feat. Chimamanda Ngozi Adichie |
| 14 | Superpower (Video) - Beyoncé feat. Frank Ocean               |
| 15 | Heaven (Video)                                               |
| 16 | Blue (Video) - Beyoncé feat. Blue Ivy                        |
| 17 | Credits (Video)                                              |
| 18 | Grown Woman (Bonus Video)                                    |